# Исикава, Юи
Юи Исикава (яп. 石川 由依 Исикава Юи, род. 30 мая 1989 года, Осака) — японская актриса и сэйю. Работает в агентстве Sunaoka Office. До карьеры сэйю работала актрисой в театре. Также она с 2002 года работает в озвучивании радиопостановок. В 2014 году была награждена премией Seiyu Awards как лучшая актриса второго плана.

## Личная жизнь
В свой тридцать второй день рождения Исикава опубликовала в своём твиттере фотографию листа бумаги, на котором написано, что они с её молодым человеком решили пожениться. О женихе она пишет лишь то, что он «обычный человек» и «застенчив». 11 мая 2025 года была выложена фотография листа бумаги с сообщением о рождении весной ребёнка и отпечатком детской ступни.

## Роли

### Аниме-сериалы
2007 год
- Darker than Black — Kuro no Keiyakusha — Таня Акулова
- Heroic Age — Дианейра И Лейша Алтория Оль Юнос

2013 год
- Gundam Build Fighters — Тина Косака
- «Атака на титанов» — Микаса Акерман (также в продолжениях)
- «Покемон: Истоки» — Рэйна

2014 год
- Aikatsu! Idol Activity — Хинаки Синдзё (третий сезон)
- Bonjour Koiaji Patisserie — Саюри Харуно
- Yu-Gi-Oh! Arc-V — Рэйра Акаба

2015 год
- Diabolik Lovers More, Blood — Ко Муками (в детстве)
- Fafner in the Azure: Exodus — Мимика Микагами
- Owari no Seraph — Сигурэ Юкими
- Shingeki! Kyojin Chuugakkou — Микаса Аккерман

2016 год
- Girlish Number — Кото Катакура
- Qualidea Code — Канария Утара

2018 год
- «Вайолет Эвергарден» — Вайолет Эвергарден

2020 год
- Azur Lane — Энтерпрайз
- Iwa-Kakeru! Sport Climbing Girls — Дзюн Уэхара
- Kami-sama ni Natta Hi — Кёко Идзанами

2021 год
- The Saint's Magic Power Is Omnipotent — Сэй Таканаси
- Battle Athletes Victory ReSTART — Ева Гаренштайн
- «Герой-рационал перестраивает королевство» — Жанна Евфория

2023 год
- Nier: Automata Ver1.1a — 2B

### OVA
- ×××HOLiC (2009) — Рёкан
- «Атака на титанов» (2014) — Микаса Аккерман

### Анимационные фильмы
- Nerawareta Gakuen (2012) — Харука Сога
- Shingeki no Kyojin Zenpen: Guren no Yumiya (2014) — Микаса Аккерман
- Shingeki no Kyojin Kouhen: Jiyuu no Tsubasa (2015) — Микаса Аккерман
- Aikatsu! Music Award: Minna de Shō o Moraima SHOW! (2015) — Хинаки Синдзё
- Aikatsu! ~Nerawareta Mahou no Aikatsu! Card~ (2016) — Хинаки Синдзё
- «Форма голоса» (2016) — Миёко Сахара
- «Вайолет Эвергарден: Вечность и призрак пера» (2019) — Вайолет Эвергарден
- «Вайолет Эвергарден. Фильм» (2020) — Вайолет Эвергарден

### Видеоигры
- Sword Art Online: Hollow Fragment (2014) — Филия
- Sword Art Online: Lost Song (2015) — Филия
- Fire Emblem Fates (2015) — Ринка
- Girls Frontline[англ.] (2016) — Gager, Автомат Федорова
- Shingeki no Kyojin (2016) — Микаса Аккерман
- Sword Art Online: Hollow Realization (2016) — Филия
- NieR: Automata (2017) — 2B
- Azur Lane (2017) — USS Enterprise
- Gunvolt Chronicles: Luminous Avenger iX (2019) — Блейд
- Arknights (2019) — Liskarm, Nightingale
- Punishing: Gray Raven (2020) — Люсия, Альфа, 2B
- Octopath Traveler: Conquerors of the Continent (2020) — Л'ито, Кардона, 2B
- Tales of the Rays: Last Cradle (2020) — Мизелла
- Allrdeus: Beyond Chronos (2020) — Анима
- NieR: Re[in]carnation (2021) — 2B, 2P
- Monster Hunter: Rise (2021) — Фиорейн
- The Legend of Heroes: Kuro no Kiseki (2021) — Ризетт Твайнингс
- Guardian Tales (2021) — Mk. 99, AA72
- DYSCHRONIA: Chronos Alternate (2022) — Элейн Кордия
- Seven Knights 2 (2022) — Козетта
- Tower of Fantasy (2022) — Мэрил
- Voice of Cards: The Beasts of Burden (2022) — игровой помощник
- Valkyrie Elysium (2022) — Хильда
- The Legend of Heroes: Kuro no Kiseki II -CRIMSON SiN- (2022) — Ризетта Твайнингс
- Honkai: Star Rail (2023) — Стелла
- Genshin Impact (2023) — Клоринда
- Wuthering Waves (2024) — Yangyang

### Мюзиклы
- YoRHa Ver1.2 (2018)[5] — No.2 (мюзикл основан на видеоигре NieR: Automata)